# Zehn Flügel
Zehn Flügel (chinesisch 十翼, Pinyin Shíyì, W.-G. Shih-i) heißt eine Gruppe von konfuzianischen Kommentaren zum I Ging (易經 / 易经,  Yìjīng), dem „Buch der Wandlungen“.
- Tuanzhuan (彖傳,  Tuànzhuàn; 2 Teile)
- Xiangzhuan (象傳,  Xiàngzhuàn; 2 Teile)
- Xici (繫辭 / 系辞,  Xìcí; 2 Teile)
- Wenyan (文言,  Wènyán)
- Shuogua (說卦 / 说卦,  Shuōguà)
- Xugua (序卦,  Xùguà)
- Zagua (雜卦 / 杂卦,  Záguà)